# Jörg Ratgeb

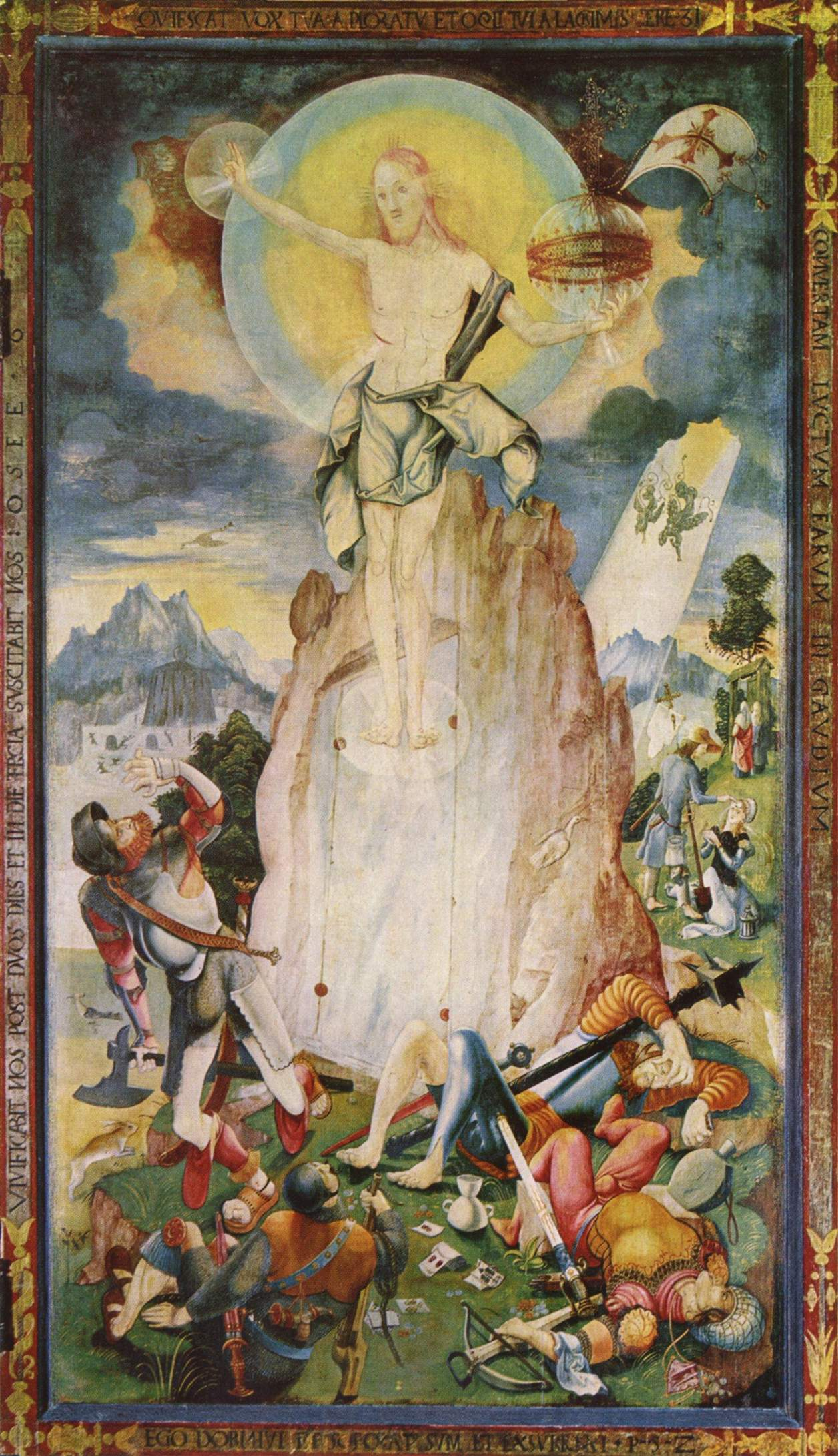
Altar de Herrenberg, Ressurreição de Cristo. Stuttgart, Staatsgalerie.

'Jörg Ratgeb, ou Jerg (1480 em Schwäbisch Gmünd - 1526 em Pforzheim) foi um pintor alemão contemporâneo de Dürer.
Na virada dos séculos XV e XVI, Ratgeb passou um tempo na Itália onde tomou contato com a arte do Renascimento Italiano e com as recentes descobertas da perspectiva na pintura. Quando voltou para a Alemanha, estabeleceu-se em Heilbronn.
De 1514 a 1517, estava em Frankfurt, pintou as paredes do refeitório e do claustro no Monastério das Carmelitas. Essas pinturas, apesar de restarem hoje apenas fragmentos, são as maiores pinturas murais conhecidas ao norte dos Alpes da época. Sua obra mais conhecida é o  Altar de Herrenberg, finalizado em 1521. Está hoje em exibição na Staatsgalerie, em  Stuttgart. Ratgeb influenciou-se visivelmente por Albrecht Dürer, Matthias Grünewald e Hieronymus Bosch.
Por ter caso com uma serva, perdeu todos os seus direitos como cidadão de Heilbronn. Foi para Stuttgart, onde se tornou membro do conselho da cidade. Nessa posição, negociou com os fazendeiros rebeldes na Guerra dos Camponeses em 1525. Após a rebelião, foi preso, acusado de alta traição e executado em Pforzheim em 1526, tendo seu corpo desmembrado.
Em In 2004, Hans Kloss pintou um grande altar de quatro partes sobre a vida e morte de Ratgeb, hoje na Coleção Würth.